# Bệnh Behçet
Bệnh Behçet (hay còn gọi là hội chứng Adamantiades) (phát âm là / bɛtʃɛt /) là một hình bệnh tự miễn hiếm gặp gây viêm hệ thống mạch máu đặc biệt là tĩnh mạch, thường thấy với triệu chứng loét niêm mạc và bên trong mắt (viêm màng mạch nho, viêm võng mạc, viêm mống mắt). Là một bệnh hệ thống cho nên nó còn liên quan đến các cơ quan nội tạng như đường tiêu hóa, phổi, cơ xương, và thần kinh. Hội chứng này có thể gây tử vong do vỡ phình mạch máu, hoặc gây nên biến chứng thần kinh nghiêm trọng cho nên cần phải được điều trị.

## Dấu hiệu và triệu chứng

### Da và niêm mạc
Bệnh Behçet ảnh hưởng đến mỗi người khác nhau. Bốn triệu chứng phổ biến nhất là đau miệng, đau sinh dục, viêm bên trong mắt và các vấn đề về da. Viêm bên trong mắt (viêm màng mạch nho, viêm võng mạc, viêm mống mắt) xảy ra ở hơn phân nửa số người mắc bệnh Behçet và có thể làm thị lực mờ, đau và đỏ. Đau loét sinh dục thường phát triển trên âm hộ và bìu có thể gây ra sẹo ở 75% bệnh nhân . Ngoài ra, bệnh nhân có thể xuất hiện các nốt ban đỏ dạng bỏng, nổi mụt, và các tổn thương tương tự gây mủ trên da 

### Hệ thống mắt
Bệnh viêm mắt như viêm màng bồ đào sau, viêm màng bồ đào trước, hoặc viêm mạch võng mạc có thể phát triển dẫn đến mất thị lực (mù) vĩnh viễn trong 20% trường hợp. Viêm màng bồ đào trước gây đỏ và đau mắt, giảm thị lực, còn viêm màng bồ đào sau gây đau và giảm thị lực, gây hạt lép trường thị giác. Một dạng hiếm trong hội chứng này là viêm mạch võng mạc.

### Đường ruột
Biểu hiện bao gồm đau bụng, buồn nôn, tiêu chảy có hoặc không có máu và thường liên quan đến các van ileocecal.

### Phổi
Bệnh gây ra các triệu chứng như ho ra máu, viêm màng phổi, sốt, và trong trường hợp nặng có thể đe dọa tính mạng nếu các động mạch phổi bị phình mạch dẫn đến vỡ mạch máu gây ra tử vong do xuất huyết trong phổi.

### Hệ thống cơ xương
Đau khớp xuất hiện trong một nửa số bệnh nhân, và thường chủ yếu là các khớp lớn của chi dưới.

### Hệ thần kinh
Bệnh gây ra các chứng viêm màng não vô khuẩn, huyết khối tĩnh mạch xoang dural và/hoặc hội chứng rối loạn não hữu cơ biểu hiện như nhầm lẫn, co giật, và mất trí nhớ . Các triệu chứng này thường xuất hiện ở giai đoạn cuối của bệnh và thường dẫn đến những nguy cơ xấu.

## Chẩn đoán

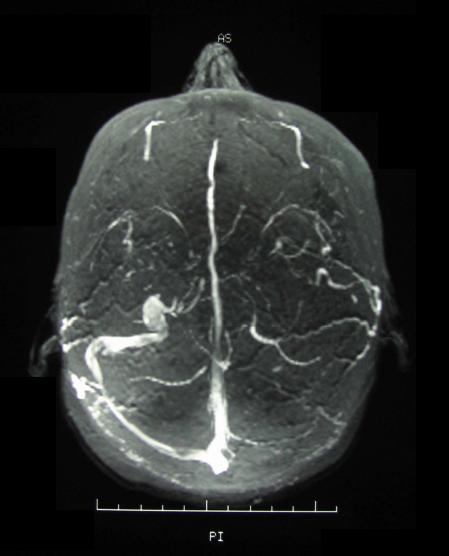
Hình ảnh cộng hưởng từ cho thấy sự tắc mạch của vùng xích ma bên trái và xoang ngang.

Không có xét nghiệm bệnh lý cụ thể hoặc phương pháp có sẵn để chẩn đoán bệnh mặc dù các tiêu chuẩn quốc tế Study Group cho căn bệnh này là rất cụ thể, bao gồm các tiêu chuẩn lâm sàng. Bệnh Behçet gây nên các tổn thương ở da và niêm mạc với mức độ cao tương tự như các triệu chứng của herpes simplex, cho nên khi có dấu hiệu lâm sàng tổn thương răng miệng thì chỉ chẩn đoán là bệnh Behçet khi tất cả các nguyên nhân phổ biến gây nên dấu hiệu này được loại bỏ.
Bệnh nhân được chẩn đoán mắc bệnh Behçet khi bệnh nhân có loét miệng (hình dạng, kích thước hoặc số lượng vết loét bất kỳ xuất hiện ít nhất 3 lần bất kỳ trong vòng 12 tháng), cùng với 2 trong 4 triệu chứng sau:
- Loét sinh dục (kể cả loét hậu môn và các điểm trong khu vực bộ phận sinh dục, tinh hoàn bị sưng hay viêm mào tinh hoàn ở nam giới)
- Da tổn thương (mụn mủ, viêm nang lông, ban đỏ, mụn trứng cá ở tuổi vị thành niên)
- Viêm mắt (viêm mống mắt, viêm màng bồ đào, viêm mạch võng mạc, viêm các tế bào trong thủy tinh thể)
- Mụt trên da có đường kính > 2 mm xuất hiện trong vòng 24-48 giờ hoặc nhiều hơn sau khi chích kim.[2][4]

Tuy nhiên có trường hợp không đáp ứng các tiêu chuẩn trên, do đó chẩn đoán không thể dễ dàng thực hiện. Cho nên bác sĩ có thể dựa vào bất kỳ triệu chứng nào trong số những dấu hiệu sau đây:
- Loét miệng
- Viêm khớp / đau khớp
- Triệu chứng hệ thống thần kinh
- Viêm dạ dày và/hoặc viêm ruột
- Huyết khối tĩnh mạch sâu
- Viêm tĩnh mạch huyết khối
- Tim mạch có vấn đề
- Viêm trong lồng ngực và phổi
- Vấn đề về thính giác
- Kiệt sức
- Thay đổi nhân cách, loạn thần
- Có thành viên trong gia đình mắc bệnh Behçet.

## Bệnh sinh
Nguyên nhân gây bệnh không rõ ràng, đặc trưng chủ yếu của bệnh là bởi các mạch máu tự động bị viêm. Cơ chế chính là do hệ thống miễn dịch hoạt động quá mức mà dường như mục tiêu của nó chính là cơ thể của bệnh nhân. Trong thực tế, không ai biết lý do tại sao hệ thống miễn dịch bắt đầu có những rối loạn theo kiểu này.

## Điều trị
Điều trị hiện nay là mục đích nhằm giảm bớt các triệu chứng, giảm viêm, và kiểm soát hệ thống miễn dịch. Điều trị với thuốc kháng viêm Corticosteroid liều cao (1 mg/kg/ngày) được chỉ định cho những biểu hiện bệnh nặng. Điều trị bằng thuốc ức chế hoại tử khối u (kháng TNF) cho thấy hứa hẹn trong điều trị viêm màng bồ đào, các triệu chứng viêm da và niêm mạc.
Dùng Interferon alfa-2a cũng có thể là một điều trị hiệu quả, đặc biệt đối với các vết lở loét sinh dục và miệng  cũng như các tổn thương ở mắt. Azathioprine, khi sử dụng kết hợp với interferon alfa-2b cũng cho kết quả khả quan, và Colchicine có thể hữu ích trong điều trị một số vết loét sinh dục, ban đỏ, và viêm khớp.

## Sinh lý bệnh

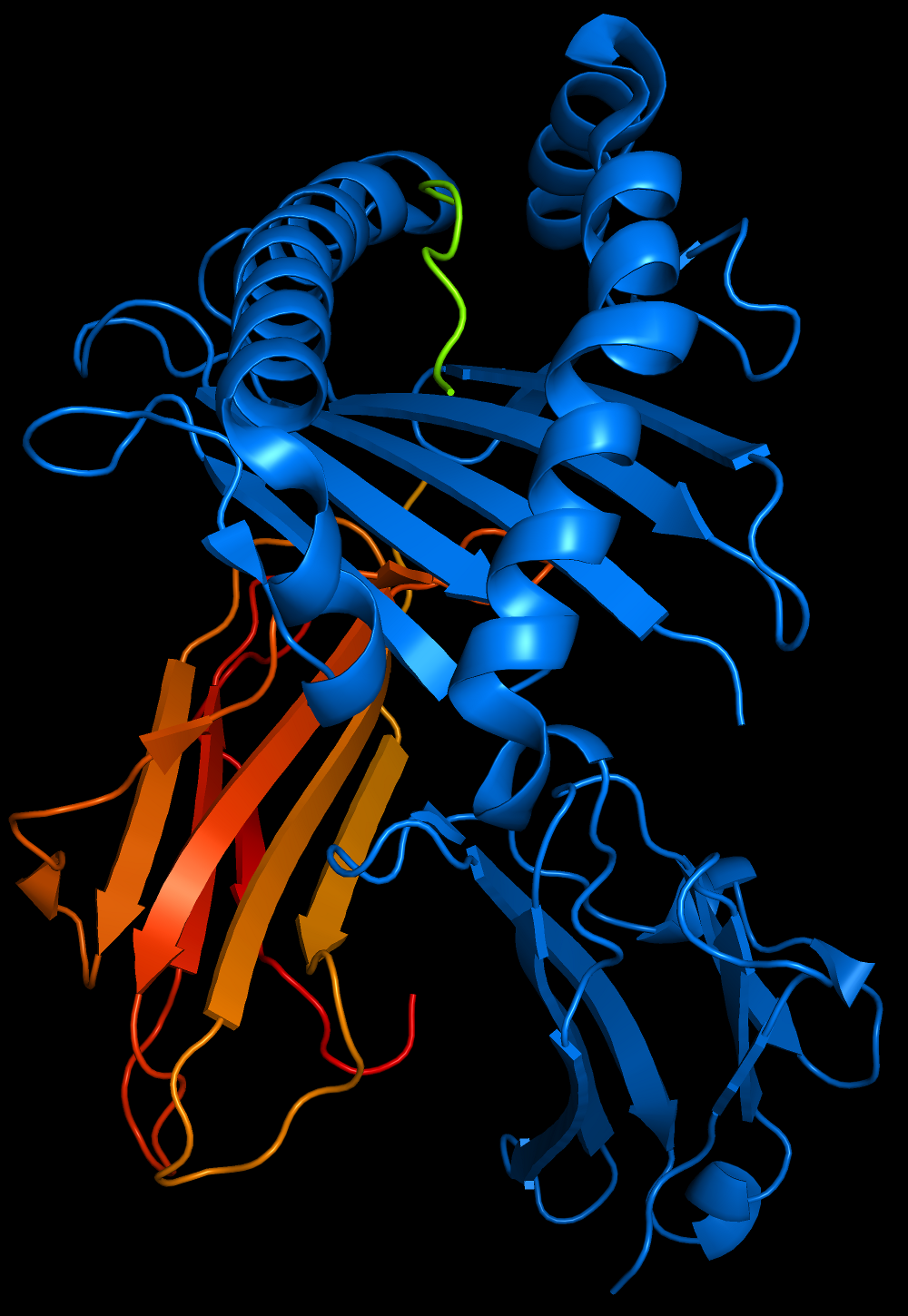
Kháng nguyên HLA-B51

Bệnh Behçet phổ biến ở các khu vực xung quanh tuyến đường tơ lụa cũ ở Trung Đông và Trung Á. Vì vậy, đôi khi được gọi là Bệnh Con đường tơ lụa. Một số lượng lớn các nghiên cứu huyết thanh học cho thấy một mối liên hệ giữa bệnh Behçet và kháng nguyên HLA-B51. Tỷ lệ kháng nguyên B51 trong một số nghiên cứu trên dân cư ở khu vực từ Trung Đông đến Nam Đông Siberia cho thấy họ có B51 trong huyết thanh cao gấp 3 lần người dân ở vùng khác. Hiện nay, tác nhân gây bệnh Behçet chưa được xác nhận, nhưng một số chủng vi khuẩn Streptococcus sanguinis đã được phát hiện có chứa một kháng nguyên tương đồng.

## Dịch tễ học
Số người mắc bệnh Behçet rất hiếm, nhưng nó lại phổ biến ở Trung Đông và châu Á, cho thấy một nguyên nhân đặc hữu có thể là do khu vực nhiệt đới. Một nghiên cứu đã cho thấy một sự liên quan giữa những người bị dị ứng thực phẩm, đặc biệt là các sản phẩm sữa với bệnh Behçet. Uớc tính khoảng 15.000 đến 20.000 người Mỹ đã được chẩn đoán bị bệnh này. Ở Anh, có khoảng 1 trường hợp cho mỗi 100.000 người. Tỷ lệ nam giới mặc bệnh Behçet nhiều hơn nữ giới trên toàn cầu.

## Lịch sử
Bệnh Behçet được đặt tên theo Hulusi Behçet (1889-1948), bác sĩ da liễu và nhà khoa học người Thổ Nhĩ Kỳ, người đầu tiên nhận ra hội chứng ở một trong những bệnh nhân của ông vào năm 1924 và báo cáo nghiên cứu về bệnh trong tạp chí các bệnh về da và bệnh hoa liễu năm 1936. Tên bệnh Behçet được chính thức thông qua tại Đại hội Quốc tế về da liễu tại Geneva vào tháng 9 năm 1947. Các triệu chứng của bệnh này có thể đã được Hippocrates mô tả trong thế kỷ thứ 5 trước Công nguyên.